# Charles de Tinseau d'Amondans
Charles de Tinseau d'Amondans (francès: Charles d'Amondans de Tinseau)  (Besançon, 19 d'abril de 1748 - Montpeller, 21 de març de 1822), fou un militar i matemàtic francès del segle xviii.

## Vida
Charles Tinseau era el sisè fill (de set) de Marie-Nicolas Tinseau, senyor de Gennes, i Jeanne Petramand de Velay, una família de nobles del Franc Comtat.
Va ingressar a l'École du Gènie de Mézières (l'escola militar d'enginyers de França) el 1769 on es va graduar el 1771. Gaspard Monge, el seu professor de matemàtiques, li va despertar l'interès per aquesta disciplina. Tot i així, va seguir la seva carrera militar arribant a la graduació de brigadier general. A l'escola també farà amistat amb el naturalista Justin Girod-Chantrans, també nascut a Besançon.
El 1772 presenta dues memòries a l'Acadèmie Royale des Sciences i l'any següent és nomenat correspondent a l'acadèmia de Charles Bossut.
En els anys 80, estant destinat a Besançon, ajudarà Sylvestre François Lacroix a penetrar en els secrets de la geometria de Monge (eren secrets autèntics, per ordre militar).
El 1789, amb la Revolució Francesa, pren el camí de l'exili per la seva ideologia monàrquica radical. Restarà en contacte amb Carles-Felip (el futur rei Carles X de França) a Anglaterra, essent el seu ajudant de camp.
A partir de 1792, publicarà diversos pamflets polítics en defensa de la monarquia borbònica i la limitació dels poders dels Estats Generals. Durant l'època napoleònica va continuar a l'exili i, probablement, va passar informació militar a les potències enemigues de França. La intransigència de les seves conviccions antirevolucionàries és força evident en la dotzena de pamflets polítics que va publicar entre 1792 i 1805 a Worms i Londres.
El 1816, dos anys després de la restauració borbònica a França amb el rei Lluís XVIII, retorna al seu país, però amb 68 anys és jubilat immediatament.

## Obra
L'obra matemàtica de Tinseau són uns pocs articles i memòries per l'Acadèmie dels anys 70. La més original de les quals és Sur quelques propriétés des solides renfermés par des surfaces composées des lignes droites (1774) en el qual fa una demostració completa del teorema de De Gua, el que li va valdre una discussió amb Jean Paul de Gua de Malves per la seva prioritat. Sembla que ni de Gua ni Tinseau es podrien adjudicar la paternitat del teorema, ja que Descartes ja l'havia enunciat.
Com ja s'ha dit, a partir de 1792, va publicar nombrosos pamflets antirevolucionaris i anti napoleònics.